# Gerichtsbezirk Sankt Gallen
Der Gerichtsbezirk Sankt Gallen war ein dem Bezirksgericht Sankt Gallen unterstehender Gerichtsbezirk im Bundesland Steiermark. Er umfasste den östlichsten Teil des politischen Bezirks Liezen und wurde 1976 dem Gerichtsbezirk Liezen zugeschlagen.

## Geschichte
Der Gerichtsbezirk Sankt Gallen wurde durch eine 1849 beschlossene Kundmachung der Landes-Gerichts-Einführungs-Kommission geschaffen und umfasste ursprünglich die acht Gemeinden Altenmarkt, Gams, Landl, Oberreith, Palfau, St. Gallen, Weißenbach und Wildalpen. 
Der Gerichtsbezirk Sankt Gallen bildete im Zuge der Trennung der politischen von der judikativen Verwaltung ab 1868 gemeinsam mit den Gerichtsbezirken Aussee, Gröbming, Irdning, Rottenmann, Schladming und Liezen den Bezirk Liezen.
Der Gerichtsbezirk Sankt Gallen blieb während seines Bestehens flächenmäßig nahezu unverändert. Betrug seine Fläche 1910 589,98 km², so wies er zum Zeitpunkt seiner Auflösung eine Fläche von 584,95 km² auf. Der geringe Flächenverlust ist auf die Abtretung eines Teils der Gemeinde Landl an den Gerichtsbezirk Eisenerz zurückzuführen, der per 1. Jänner 1932 erfolgte. Im Zuge der Zusammenlegung mehrerer Gerichtsbezirke wurde der Gerichtsbezirk St. Gallen per 1. Oktober 1976 aufgelöst und mit dem Gerichtsbezirk Liezen verschmolzen.

## Gerichtssprengel
Der Gerichtsbezirk Sankt Gallen umfasste zum Zeitpunkt seiner Auflösung die sieben Gemeinden Altenmarkt bei Sankt Gallen, Gams bei Hieflau, Landl, Palfau, Sankt Gallen, Weißenbach an der Enns und Wildalpen.